# Golf als Jocs Olímpics d'estiu de 1904 - Equips
La prova per equips va ser una de les dues proves del programa de golf. Aquesta ha estat l'única ocasió en què aquesta prova ha format part del programa Olímpic. Hi van prendre part tres equips formats per deu jugadors, tots dels Estats Units. La competició es va disputar el 17 de setembre de 1904.

## Equips
Inicialment sols dos equips es van presentar per prendre part en aquesta competició. Amb tot, una sèrie de jugadors que estaven disponibles van formar un equip a darrera hora. Com tots eren membres de la U.S.G.A. van competir sota aquest nom.
- Western Golf Association

Edward Cummins
Kenneth Edwards
Chandler Egan
Walter Egan
Robert Hunter
Nathaniel Moore
Mason Phelps
Daniel Sawyer
Clement Smoot
Warren Wood
- Trans-Mississippi Golf Association

John Cady
Albert Lambert
John Maxwell
Burt McKinnie
Ralph McKittrick
Francis Newton
Henry Potter
Frederick Semple
Stuart Stickney
William Stickney
- United States Golf Association

Douglass Cadwallader
Jesse Carleton
Harold Fraser
Arthur Hussey
Orus Jones
Allen Lard
George Oliver
Simeon Price
John Rahm
Harold Weber

## Resultats

### Resultats individuals
Els resultats individuals dels 10 golfistes de cada equip se sumen per determinar la classificació per equips.
| Pos. | Golfista                   | Puntuació | Equip | Pos. final |
| ---- | -------------------------- | --------- | ----- | ---------- |
| 1    | Chandler Egan (USA)        | 165       | WGA   | Gold       |
| 2    | Douglass Cadwallader (USA) | 168       | USGA  | Bronze     |
| 2    | Daniel Sawyer (USA)        | 168       | WGA   | Gold       |
| 4    | Robert Hunter (USA)        | 169       | WGA   | Gold       |
| 5    | Kenneth Edwards (USA)      | 170       | WGA   | Gold       |
| 6    | Allen Lard (USA)           | 172       | USGA  | Bronze     |
| 6    | Francis Newton (USA)       | 172       | TMGA  | Silver     |
| 6    | Henry Potter (USA)         | 172       | TMGA  | Silver     |
| 6    | Clement Smoot (USA)        | 172       | WGA   | Gold       |
| 10   | Warren Wood (USA)          | 173       | WGA   | Gold       |
| 11   | Ralph McKittrick (USA)     | 174       | TMGA  | Silver     |
| 12   | Jesse Carleton (USA)       | 175       | USGA  | Bronze     |
| 12   | Albert Lambert (USA)       | 175       | TMGA  | Silver     |
| 14   | Frederick Semple (USA)     | 176       | TMGA  | Silver     |
| 15   | Mason Phelps (USA)         | 177       | WGA   | Gold       |
| 15   | Stuart Stickney (USA)      | 177       | TMGA  | Silver     |
| 17   | Burt McKinnie (USA)        | 178       | TMGA  | Silver     |
| 17   | William Stickney (USA)     | 178       | TMGA  | Silver     |
| 19   | Walter Egan (USA)          | 180       | WGA   | Gold       |
| 20   | Simeon Price (USA)         | 181       | USGA  | Bronze     |
| 21   | John Maxwell (USA)         | 182       | TMGA  | Silver     |
| 22   | Harold Weber (USA)         | 183       | USGA  | Bronze     |
| 23   | John Cady (USA)            | 186       | TMGA  | Silver     |
| 23   | John Rahm (USA)            | 186       | USGA  | Bronze     |
| 25   | Edward Cummins (USA)       | 187       | WGA   | Gold       |
| 25   | Arthur Hussey (USA)        | 187       | USGA  | Bronze     |
| 25   | Orus Jones (USA)           | 187       | USGA  | Bronze     |
| 28   | Nathaniel Moore (USA)      | 188       | WGA   | Gold       |
| 29   | Harold Fraser (USA)        | 194       | USGA  | Bronze     |
| 30   | George Oliver (USA)        | 206       | USGA  | Bronze     |

### Puntuació per equips
| Pos.   | Equip                                             | Puntuació |
| ------ | ------------------------------------------------- | --------- |
| Gold   | Estats Units · Western Golf Association           | 1.749     |
| Silver | Estats Units · Trans-Mississippi Golf Association | 1.770     |
| Bronze | Estats Units · United States Golf Association     | 1.839     |